# John Attey
John Attey, mort vers 1640, est un compositeur anglais d’ayres de luth.

## Biographie
On sait peu de choses de sa vie. Il semble avoir été protégé par John Egerton (1er comte de Bridgewater) et la comtesse Frances à laquelle il dédie son First Booke of Ayres of Foure Parts, with Tableture for the Lute, en 1622. Sur la page de titre de son libre il se désigne lui-même comme Gentleman and Practitioner of Musicke. Le livre compte quatorze chansons en quatre parties qui peuvent être chantées en solo par une voix de soprano, accompagnée par le luth, ou luth et viole de gambe. La suggestion que l'accompagnement pourrait être seulement un luth est inhabituelle.
Comme aucune autre collection n'est parue, il est probable que le compositeur n'a pas rencontré suffisamment de succès. D’ailleurs, la période de l’école anglaise de madrigaux  est en rapide déclin. De fait, son livre est parmi les moins connus de recueils d'air de luth. Il meurt à Ross aux alentours de 1640.

## Œuvres
- First Booke of Ayres of Foure Parts, with Tableture for the Lute, publié en 1622; ed. Edmund Fellowes (en), 1926; Greer, 1967.

1. On a time the amorous Silvy
2. The gordion knot which Alexander
3. What is all this world but vaine?
4. In a grove of trees of Mirtle
5. Shall I tell you whom I love?
6. My dearest and devinest love
7. Bright Starre of Beauty
8. Think not tis I alone
9. Joy my muse, since there is one
10. My dayes, my moneths, my yeares
11. Madame, for you I little grieve
12. Resound my voyce
13. Vaine hope adue
14. Sweet was the song the Virgin sung